# Frank Sepe
Frank Sepe (ur. 28 grudnia 1971 w Rosedale w Nowym Jorku) – amerykański kulturysta i model pochodzenia włosko-niemieckiego.

## Życiorys
Urodził się i dorastał w Rosedale, w Nowym Jorku. Jego ojciec Thomas Sepe był policjantem New York City Police Department z wydziału antynarkotykowego.
Jako kulturysta, pojawiał się na ponad 20 okładkach magazynów kulturystycznych oraz w kilku programach telewizyjnych, w tym Late Show with David Letterman, The Howard Stern Show, Late Night with Conan O'Brien i Hard Copy. Wystąpił też w dramacie gangsterskim Briana de Palmy Życie Carlita (1993) i komediodramacie fantasy Aleca Baldwina Na skróty do szczęścia (2001).
W ciągu dziesięciu lat kariery skupił się bardziej na pracy modela i konsultanta w prasie zajmującej się kulturystyką, niż aktywnym uczestnictwem w zawodach, napisał też własny poradnik dla adeptów tej dyscypliny. Znalazł na okładkach ponad trzydziestu pism poświęconych kulturystyce na całym świecie, a także na rozkładówce magazynu „Playgirl”.
- wymiary: 
  - wzrost: 185 cm
  - waga startowa: 104 kg

## Osiągnięcia w kulturystyce
| Rok  | Mistrzostwa                                   | Federacja kulturystyczna          | Kategoria   | Rezultat             |
| ---- | --------------------------------------------- | --------------------------------- | ----------- | -------------------- |
| 1994 | Eastern USA Bodybuilding Heavyweight Champion | National Physique Committee (NPC) |             |                      |
| 1995 | Metro Bodybuilding Champion                   | National Physique Committee (NPC) |             | całkowite zwycięstwo |
| 1996 | North American Championships                  | IFBB                              | waga ciężka | 5. miejsce           |